# Naerdenerbaach
El Naerdenerbaach és un riu de Luxemburg, afluent del marge dret del Pall que correspon a la conca del Rin i travessa la regió de Gutland (Luxemburg), 

## Geografia
Té el seu origen al territori de la comuna de Beckerich. Porta el seu nom després de la confluència amb els torrents de Mollbaach i Millebaach aigua avall d'Huttange. Desemboca en el Pall a l'altura de Niederpallen.